# Alfred Bernheim
Alfred Bernheim (geboren 11. Juli 1885 in Tiengen; gestorben 16. März 1974 in Jerusalem) war ein deutsch-israelischer Fotograf.

## Leben
Alfred Bernheim arbeitete in der Verwaltung der staatlichen Schlösser in Berlin und Potsdam. Er heiratete die Künstlerin und Lehrerin Ilse Michalowski (1898–1953). Ihre Kinder waren die Lehrerin Charlotte Schiller (1920–2009, gestorben in den USA) und der Mathematiker Ernst Baruch Bernheim (1923–1948, gestorben in Schottland). 
Ab 1920 studierte Alfred Bernheim an der Kunstgewerbeschule Pforzheim, wurde Entwerfer von Tischlampen und arbeitete als Handelsvertreter. 1931/32 machte er eine Photographenlehre bei Walter Hege und eröffnete 1933 ein Studio für Architekturphotographie und eine eigene Fotoschule in Berlin. Er emigrierte 1934 mit seiner Familie nach Palästina. In Jerusalem war er freier Architektur- und Porträtfotograf und arbeitete dort unter anderem mit dem Architekten Erich Mendelsohn.
Nach 1955 arbeitete er mit Ricarda Schwerin (1912–1999), und sie führten nun das Fotostudio gemeinsam. Sie porträtierten zahlreiche Politiker und bekannte Persönlichkeiten des Landes, unter anderem Golda Meir, Mosche Dajan, David Ben-Gurion, James Baldwin, Martin Buber, Jitzchak Rabin, Heinrich Blücher und Hannah Arendt. Darüber hinaus widmeten sie sich der Architekturfotografie. 1969 erschien ihr gemeinsamer Bildband Jerusalem Rock of Ages. Nach dem Tod Bernheims 1974 führte Schwerin das Fotoatelier noch drei Jahre weiter.

## Fotografien (Auswahl)
- Einzelausstellung im Bezalel Museum 1946
- Teilnahme an Gruppenausstellungen im Tel Aviv Museum, Haifa Museum of Art
- Jakob Rosner (Hrsg.): A Palestine picture book. New York, NY : Schocken Books, 1947. Fotografien von Bernheim auf S. 138 bis S. 141.
- Faces, facades, and more. The photographs by Alfred Bernheim. Jerusalem : Israel Museum, 1992
- Jerusalem rock of ages. Photographs by Alfred Bernheim and Ricarda Schwerin. Text Fosco Maraini. London : Hamish Hamilton, 1969

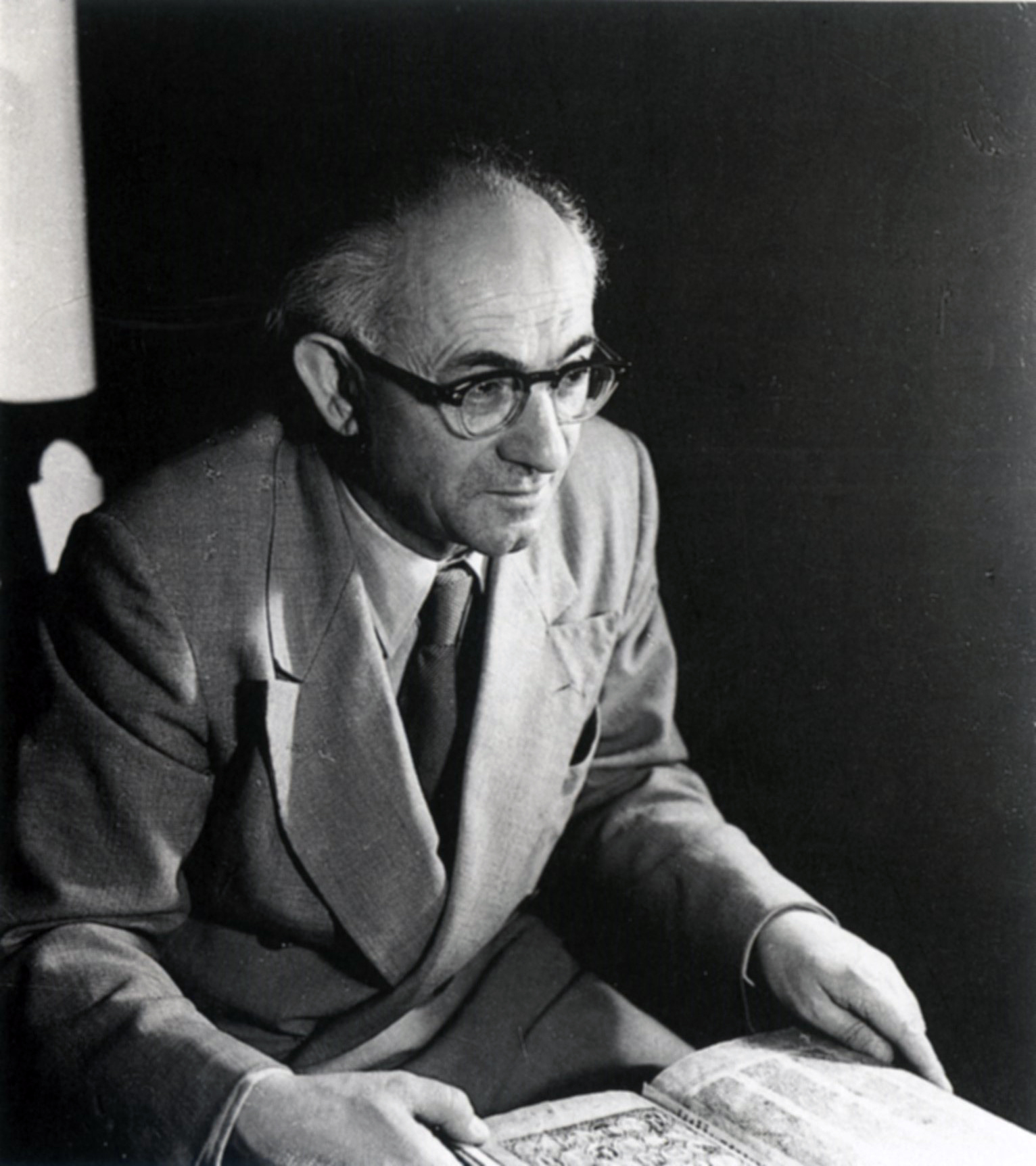
Mordechai Narkiss
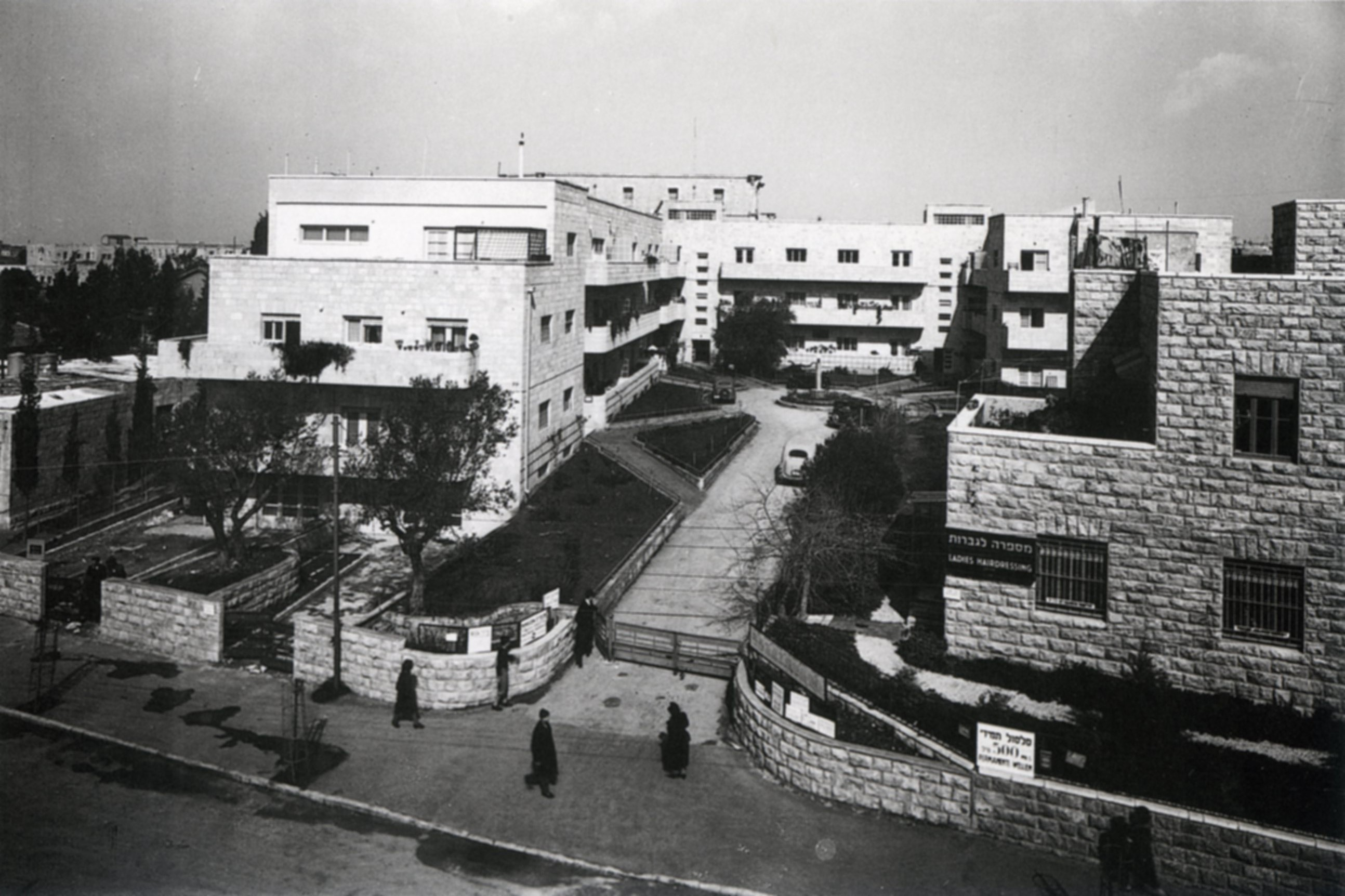
Rosh Rehavia
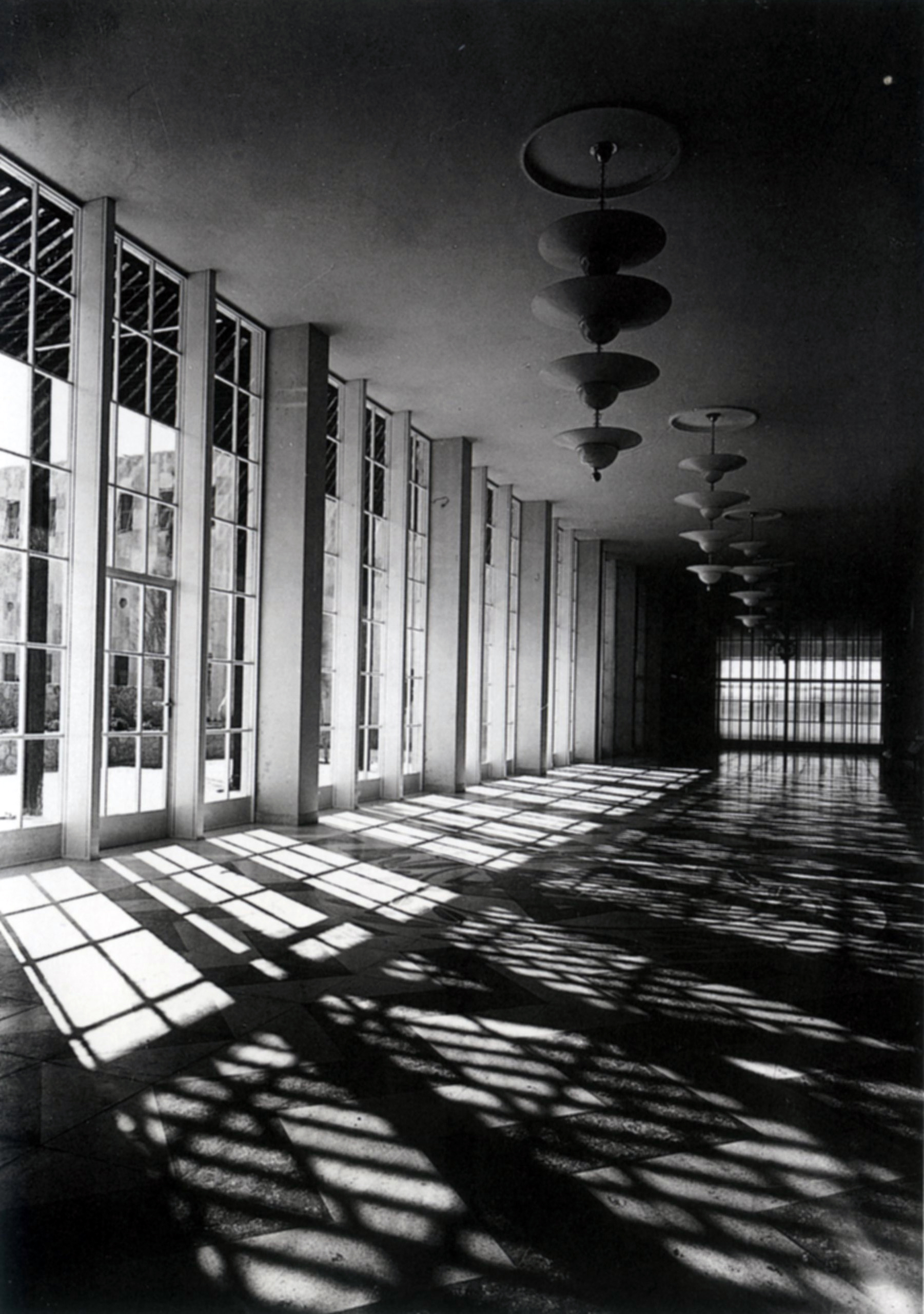
Hadassah Medical Center
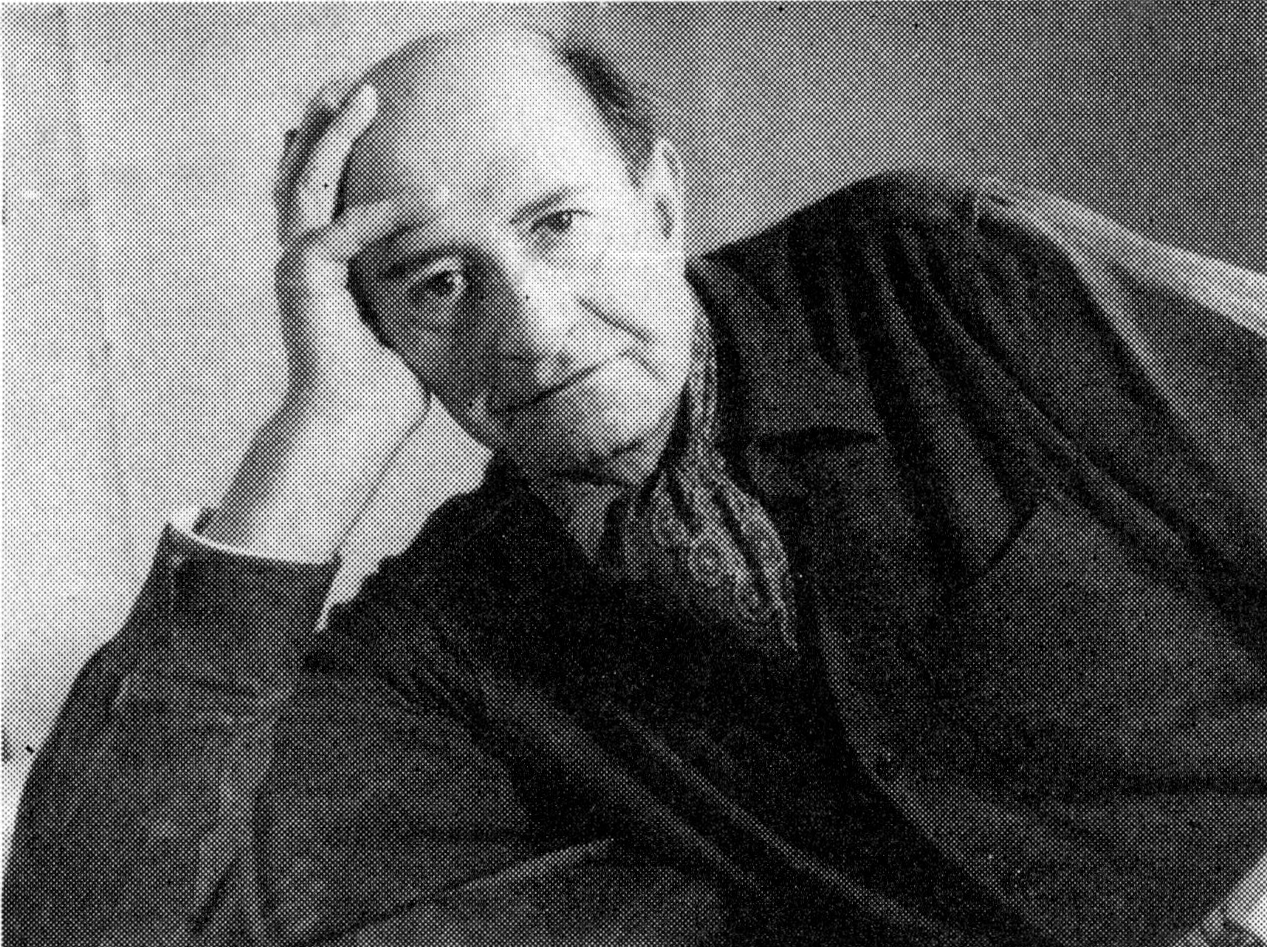
Isidor Aschheim